# Stars de Philadelphie (2022)
Ne doit pas être confondu avec Stars de Philadelphie (1983).
Stade
Maillots
Les Stars de Philadelphie (en anglais : Philadelphia Stars) est une franchise professionnelle américaine de football américain basée à Philadelphie en Pennsylvanie qui a évolué dans la division Nord/Sud de l'United States Football League (UCFL) pendant deux saisons (2022 et 2023).
L'équipe jouait ses matchs à domicile au Ford Field de Détroit dans le Michigan.
Elle a remporté le titre de la division Nord mais perdu la finale 2022 jouée contre les Stallions de Birmingham.

## Histoire
Le 22 novembre 2021, à l'occasion du show The Herd with Colin Cowherd (en) sur la Fox Sports 1, le présentateur annonce officiellement que les Stars de Philadelphie seront une des huit franchises à prendre part à la nouvelle compétition de l'USFL.
Le 6 janvier 2022, lors du même show, il est annoncé que les Stars avaient engagé Bart Andrus, ancien entraîneur en CFL pour occuper les postes de directeur général et d'entraîneur principal de la franchise. Le 28 janvier 2022, Andrus dévoile les autres membres de l'encadrement à l'occasion du « Dan Sileo Show ». Les Stars sélectionnent le quarterback Bryan Scott lors du 2e choix de la draft 2022 de l'USFL et prennent ensuite très tôt le cornberback, Channing Stribling.

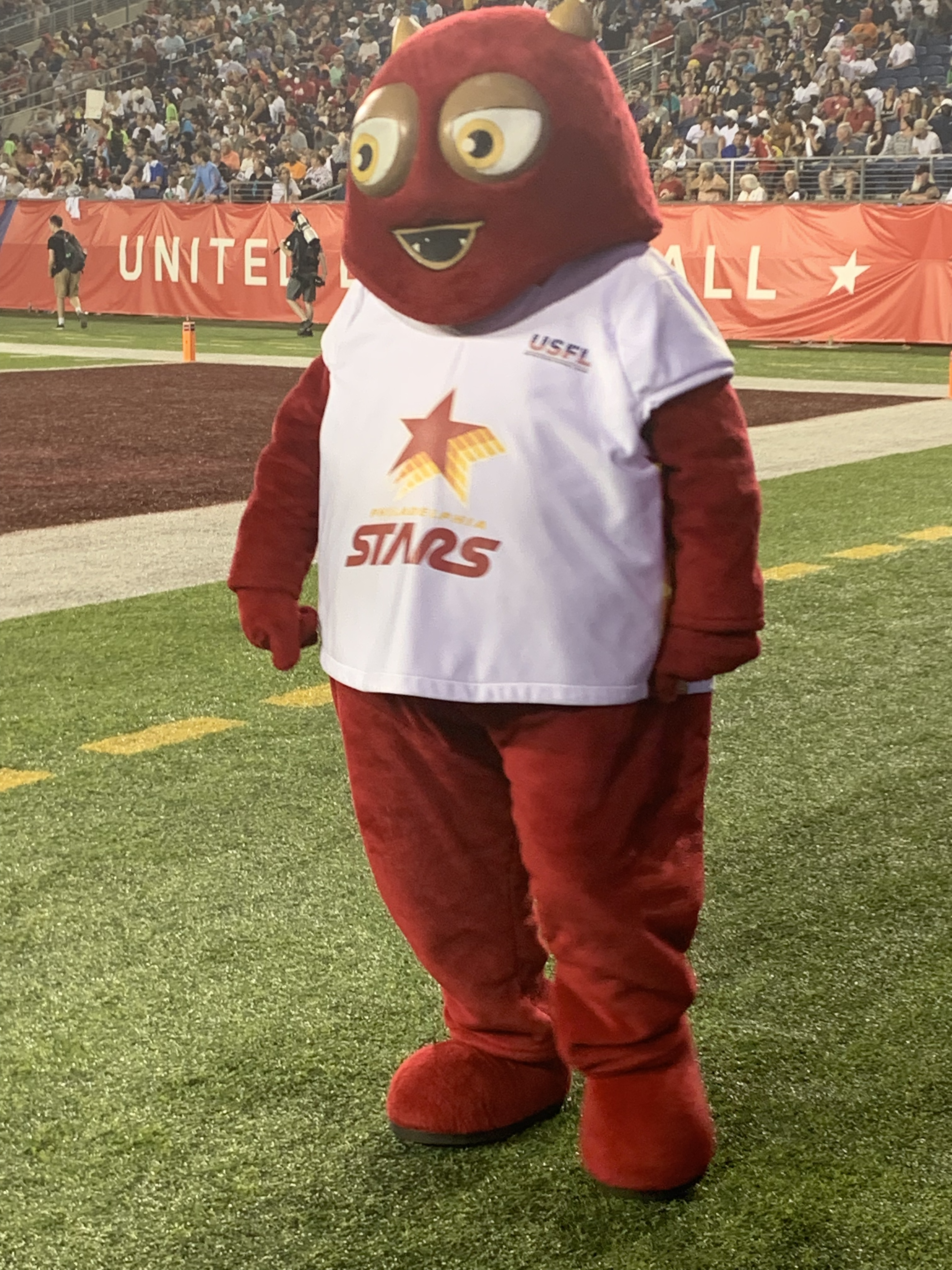
La mascotte « Blob ».

Après les camps d'entraînement, Scott est officiellement désigné titulaire par l'entraîneur Andrus. Après un départ moyen (2-3), les Stars remportent quatre des cinq derniers matchs leur permettant d'accéder à la phase finale. Ils remportent le titre de la division Nord 1-14 contre les Generals du New Jersey mais perdent la finale 2022 33-30 jouée contre les Stallions de Birmingham.

## Identité visuelle

### Mascotte
Le 11 avril 2022, les Stars dévoilent leur macotte, une créature rouge monstrueuse comparable avec d'autres mascottes sportives de Philadelphie « Gritty » (de l'équipe de NHL) et le « Phillie Phanatic » (de la MLB). Les Stars ont ensuite organisé un sondage sur Twitter demandant aux fans si la mascotte devait s'appeler « Astro », « Cosmo » ou « Blob ». Ce dernier remportant 65 % des voix, son nom a été officialisé le 15 avril 2022. Selon la franchise, « Blob » esthors de ce mond et il aime danser.

## Palmarès
| Saison | Entraîneur       | Saison régulière | Saison régulière | Saison régulière | Saison régulière | Saison régulière | Saison régulière | Saison régulière | Saison régulière                                          | Phase finale |
| ------ | ---------------- | ---------------- | ---------------- | ---------------- | ---------------- | ---------------- | ---------------- | ---------------- | --------------------------------------------------------- | --- |
| Saison | Entraîneur       | Nb               | V                | D                | N                | %                | +                | -                | Classement                                                | Phase finale |
| 2022   | Bart Andrus (en) | 10               | 6                | 4                | 0                | 60,0             | 262              | 243              | 2e division Nord                                          | Victoire 19-14 en finale de division contre les Generals du New Jersey Défaite 30-33 en finale contre les Stallions de Birmingham |
| 2023   | Bart Andrus      | 10               | 4                | 6                | 0                | 40,0             | 220              | 258              | 3e division Nord                                          | Non qualifié |
| Totaux | -                | 20               | 10               | 10               | 0                | 50,0             | 482              | 501              | 0 titre, 2 matchs de phase finale (1 victoire, 1 défaite) | 0 titre, 2 matchs de phase finale (1 victoire, 1 défaite)                                                                         |

| Saison | Division | Entraîneur       | Stade                                    | Adversaire             | Résultat |
| ------ | -------- | ---------------- | ---------------------------------------- | ---------------------- | -------- |
| 2022   | Nord     | Bart Andrus (en) | Protective Stadium • Birmingham, Alabama | Generals du New Jersey | 24 - 16  |

## Records de franchise
| Statistique               | Joueur                  | Record          | Saison |
| ------------------------- | ----------------------- | --------------- | ------ |
| Yards gagnés à la passe   | Case Cookus (en)        | 1 334 yards     | 2022   |
| Yards gagnés à la course  | Matt Colburn (en)       | 457 yards       | 2022   |
| Yards gagnés en réception | Bug Howard (en)         | 371 yards       | 2022   |
| Bilan par entraîneur      | Bart Andrus (en)        | 6/10 victoires  | 2022   |
| Nombre de sacks           | Adam Rodriguez          | 9 sacks         | 2022   |
| Nombre d'interceptions    | Channing Stribling (en) | 7 interceptions | 2022   |